# Cristoforo Colombo repülőtér
A genovai Cristoforo Colombo repülőtér (IATA: GOA, ICAO: LIMJ) Olaszország egyik nemzetközi repülőtere, amely Genova közelében található, tőle 7,5 km-re nyugatra, egy mesterséges félszigeten.
Éves utasforgalma 1 455 627 fő (2018).
Nevét Kolumbusz Kristóf tengerésztisztről és felfedezőről kapta, aki Genovában született.

## Futópályák
A repülőtér futópályái:
- 10/28 (2915 m, 45 m, aszfalt)

## Forgalom
Az utasforgalom az elmúlt években az alábbi módon változott:
| Utasok száma | 23 088 | 1 040 442 | 1 074 951 | 1 128 399 | 1 136 798 | 1 381 693 | 1 268 650 | 1 249 374 | 1 536 136 | 1 214 907 |
|              | 1999   | 2002      | 2004      | 2007      | 2009      | 2012      | 2014      | 2017      | 2019      | 2022      |

## Légitársaságok és úticélok
2025-ben a Cristoforo Colombo repülőtérről az alábbi járatok indulnak (Utoljára frissítve: 2025-03-20):
| Légitársaság          | Célállomások |
| --------------------- | --- |
| Air Dolomiti          | München |
| Condor                | Szezonális charter: Düsseldorf (kezdődik 2025 május 4-től)                                                                             |
| Eurowings             | Szezonális charter: Dusseldorf (kezdődik 2025 május 8-tól)                                                                             |
| ITA Airways           | Róma–Fiumicino |
| KLM                   | Amszterdam |
| Ryanair               | Bari, Cagliari, Catania, Charleroi, Lamezia Terme, London–Stansted, Naples, Palermo Szezonális: Brindisi, Bukarest–Otopeni, Manchester |
| Scandinavian Airlines | Szezonális: Koppenhága |
| Volotea               | Naples, Párizs–Orly Szezonális: Olbia                                                                                                  |
| Vueling               | Barcelona |
| Wizz Air              | Budapest, Krakkó (kezdődik 2025 június 17-től), Tirana, Varsó–Chopin (kezdődik 2025 május 1-től)[forrás?]                              |

## Képek

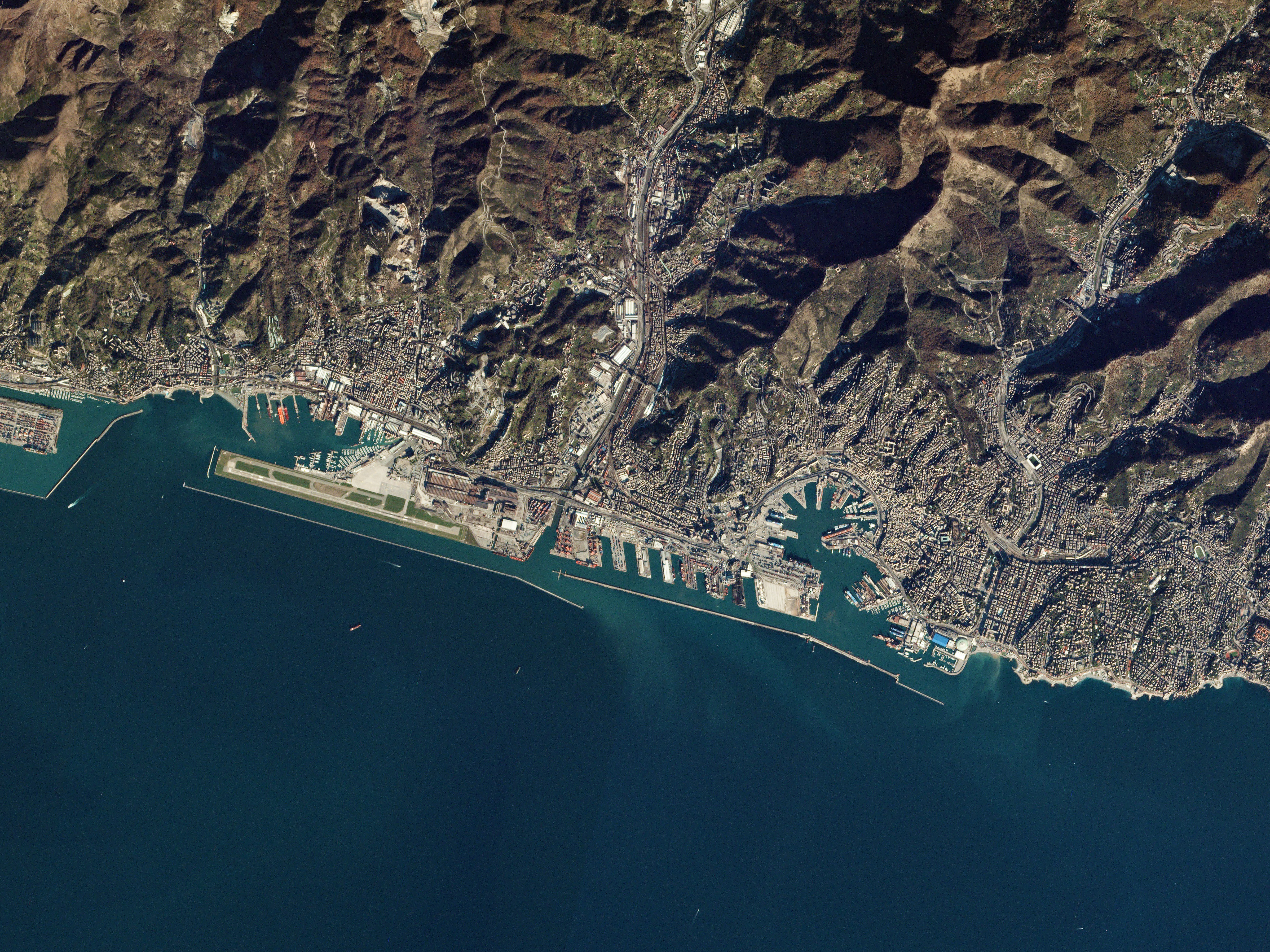
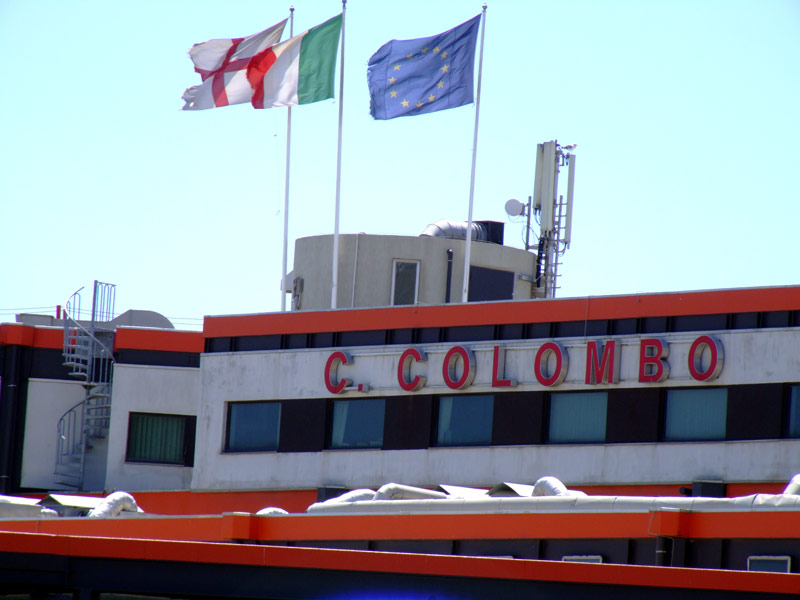
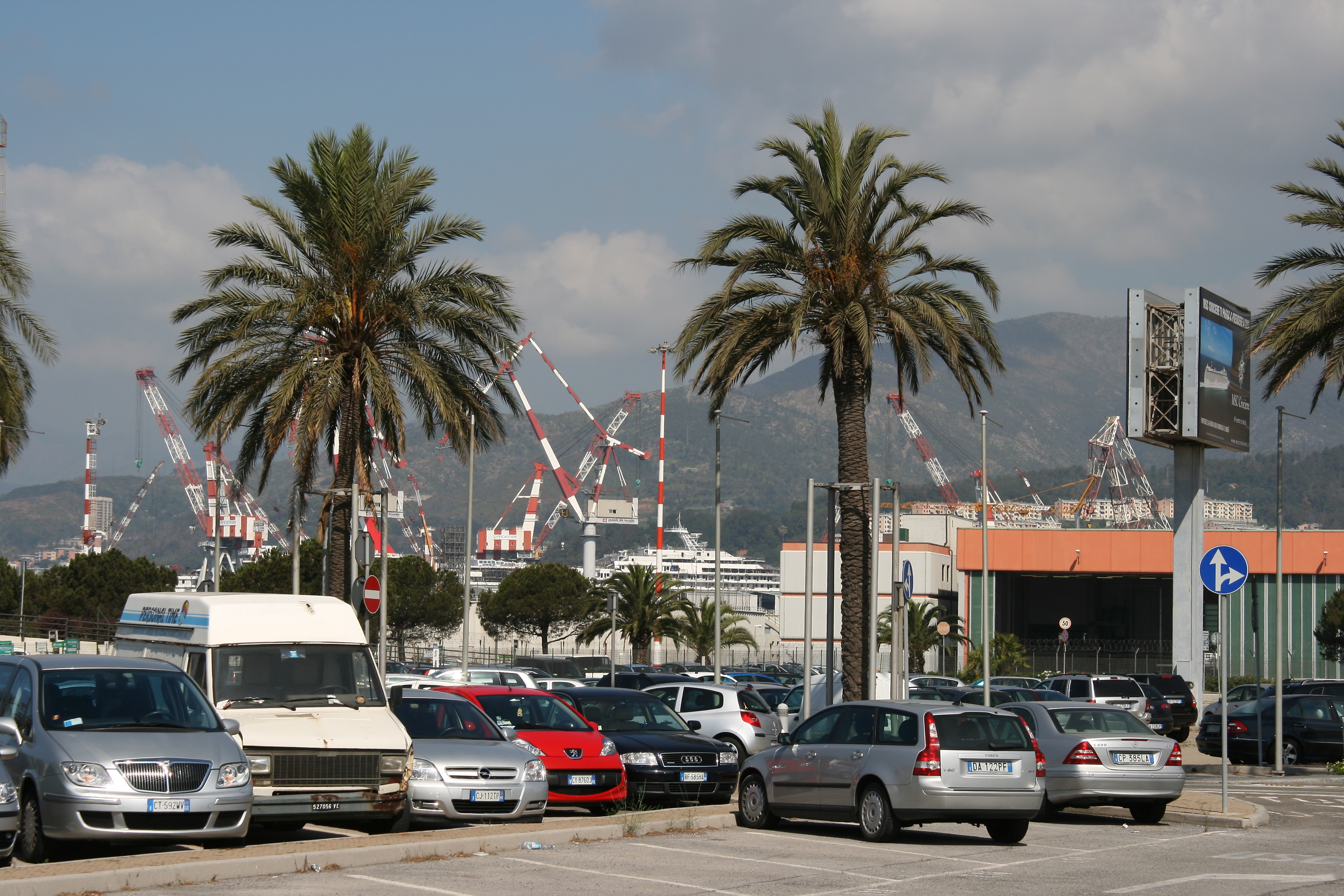
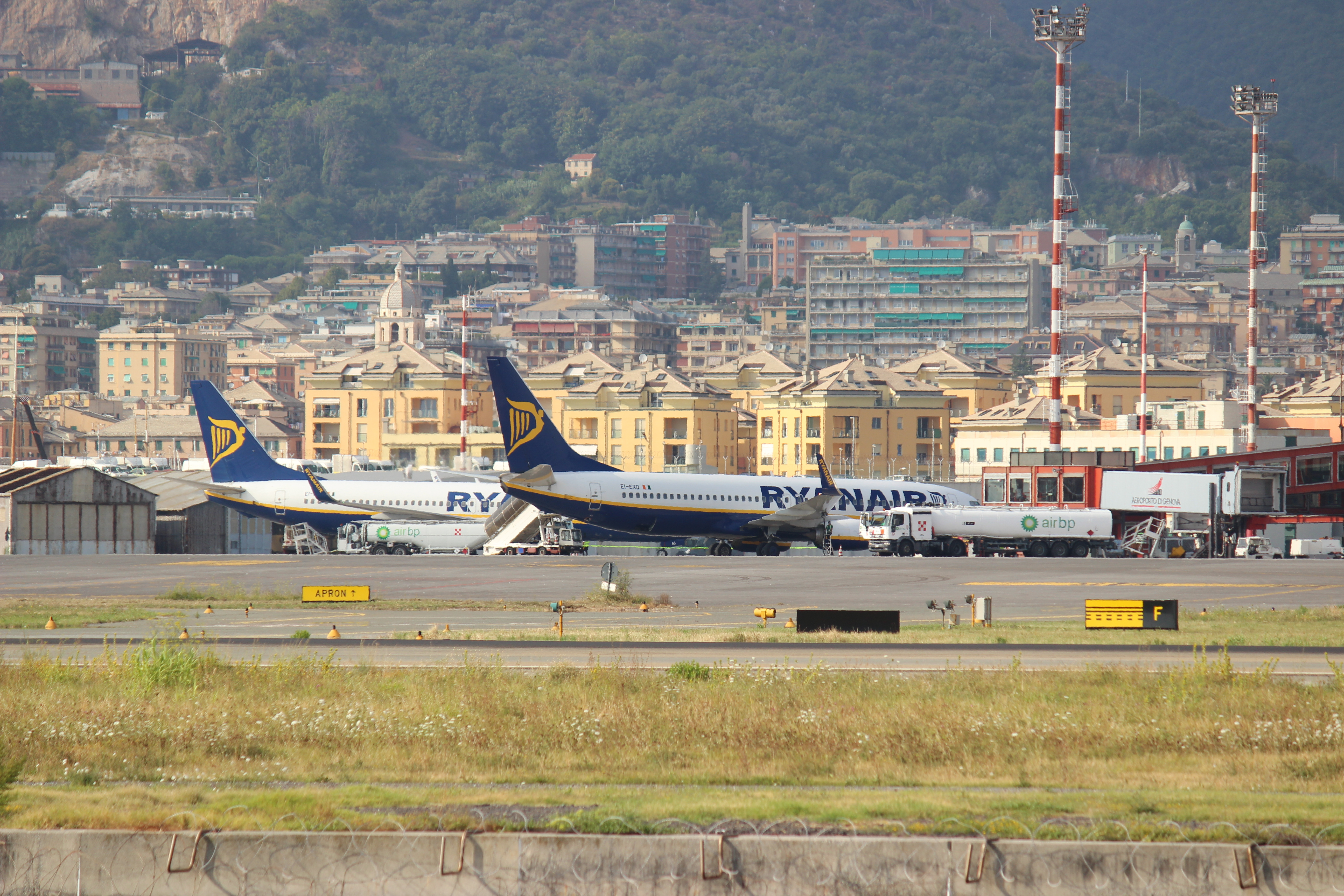
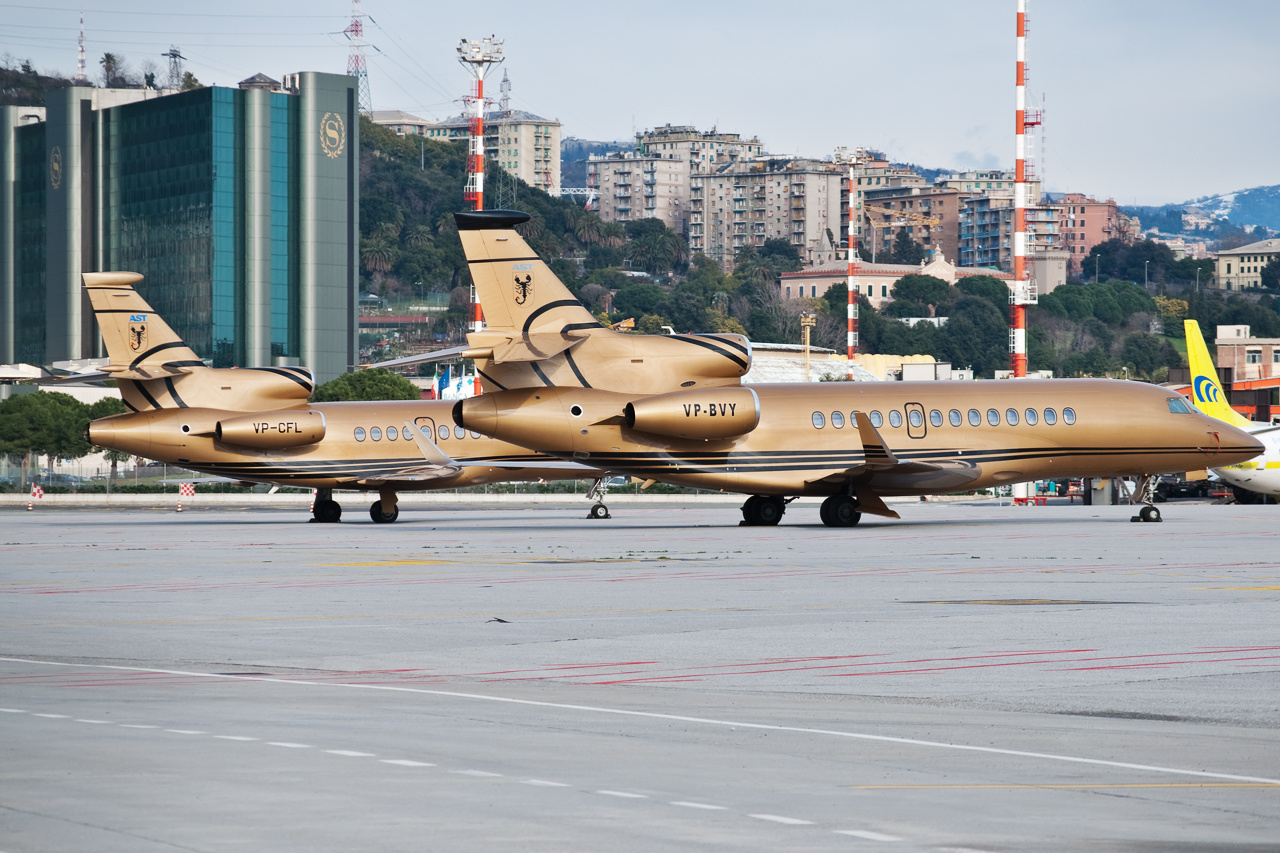